# Dafydd ap Gruffydd
Dafydd II ap Gruffydd (Gwynedd, 11 luglio 1238 – Shrewsbury, 3 ottobre 1283) è stato un principe gallese.
Si proclamò principe del Galles l'11 dicembre del 1282, dopo la morte del fratello Llywelyn ap Gruffydd. Catturato e giustiziato nel 1283, fu l'ultimo signore gallese autoctono prima della conquista del Galles di Edoardo I.

## Biografia
Principe del Gwynedd, Dafydd era il figlio di Gruffydd ap Llywelyn Fawr e la moglie Senana, e quindi nipote di Llywelyn il Grande. Nel 1241 fu consegnato come ostaggio a Enrico III d'Inghilterra insieme al fratello Rhodri ap Gruffydd, in seguito ad un accordo per la liberazione del padre, imprigionato dal fratellastro, Dafydd ap Llywelyn. Nel 1253 fu invitato a rendere omaggio a Enrico.
Nel 1255, insieme al fratello Owain, sfidò l'altro fratello, Llywelyn, che però li sconfisse nella battaglia di Bryn Derwin. Dafydd e Owain vennero imprigionati. L'anno successivo Llywelyn liberò Dafydd e gli concesse possedimenti nel Perfeddwlad, un'area che era stata recentemente sottratta a Enrico. Dafydd accettò ed entrò quindi in alleanza con il fratello. Nel 1263, tuttavia, in seguito a negoziati segreti col figlio di Enrico, Edoardo, Dafydd fu persuaso ad allearsi con Enrico contro suo fratello.
Dopo una serie di alterne vicende, nel 1274 Dafydd si unì a Edoardo I d'Inghilterra contro Llywelyn. Avendo però ricevuto per i suoi servigi meno terre di quelle promesse, nel marzo del 1282 attaccò il castello di Hawarden, dando così il via allo scontro finale tra dinastia normanna e Galles (scontro che porterà alla conquista del Galles). L'ultimo principe del Gwynedd e del Galles regnò per pochi mesi dopo la morte di Llywelyn, rifugiandosi nelle montagne di Snowdonia. Nel maggio del 1283 fu tradito da un gallese e fatto prigioniero.
La resistenza gallese contro re Edoardo era finita: in giugno fu condannato a morte e secondo le fonti fu la prima vittima ad essere punita per un nuovo tipo di crimine, quello di alto tradimento. Fu giustiziato tramite impiccagione, sventramento e squartamento, il 3 ottobre 1283, a cui fece seguito una generale eliminazione della sua famiglia. Tuttavia un membro della casata di Cunedda sopravvisse: era Madoc ap Llywelyn, che nel 1294-1295 guiderà l'ultima rivolta gallese e che sarà l'ultimo nativo a essere riconosciuto Principe del Galles.